# Cala de Bou
La playa Cala de Bou o Punta Xinxó está situada en San José, en la parte sur de la isla de Ibiza, en la comunidad autónoma de las Islas Baleares, España.
Es una playa urbana cercana al núcleo de San Antonio Abad.